# مشروع روليسون

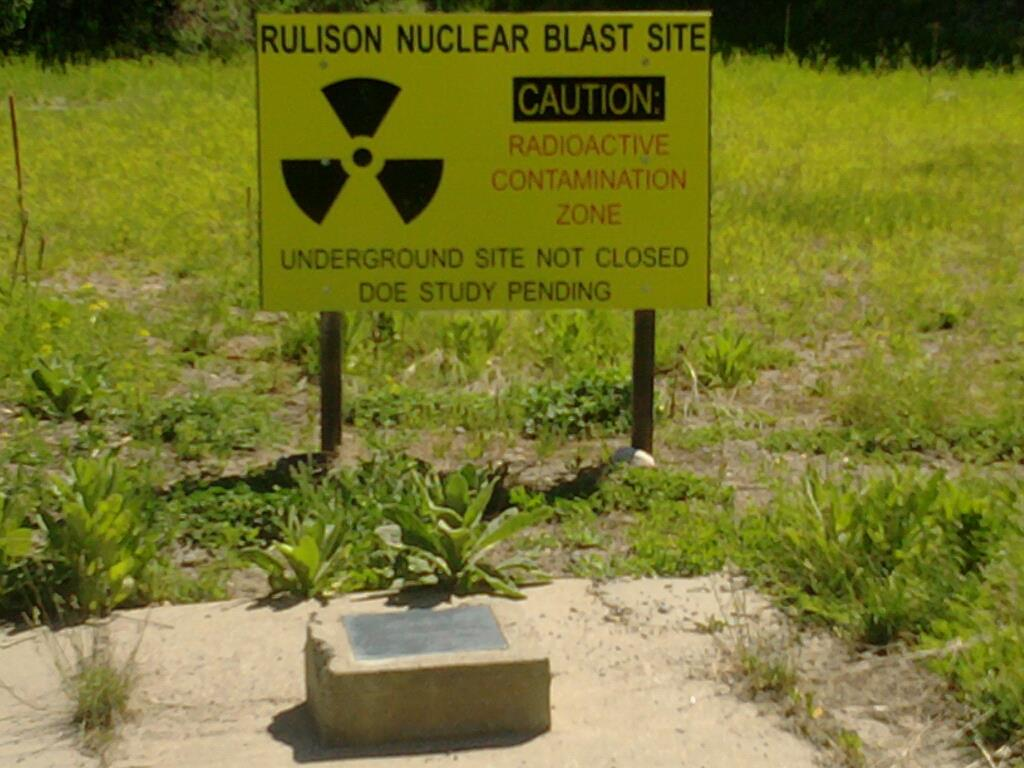
موقع مشروع روليسون

مشروع روليسون هو مشروع اختبار نووي تحت الأرض يزن 40 كيلوطن في الولايات المتحدة في 10 سبتمبر 1969 في ولاية كولورادو (الآن يدعى المظلة - كولورادو) في مقاطعة غارفيلد.

## نبذة
كان عمق تجويف الاختبار حوالي 8,400 قدم (2600 متر) تحت سطح الأرض وهو جزء من سلسلة تجارب مشروع ماندرل بالإضافة إلى مشروع بلوشير الذي استكشف استخدامات الهندسة السلمية للانفجارات النووية. كان الهدف السلمي لمشروع روليسون هو تحديد ما إذا كان يمكن تحرير الغاز الطبيعي بسهولة من المناطق الجوفية ولا يزال هذا الموقع تحت المراقبة النشطة من قبل وزارة الطاقة الأمريكية.

## التسمية
هو مشروع سمي على اسم المجتمع الريفي في روليسون في ولاية كولورادو.

## نجاح المشروع
نجح الاختبار في تحرير كميات كبيرة من الغاز الطبيعي ومع ذلك ترك النشاط الإشعاعي الناتج عن الغاز الملوث والغير مناسب مثل الطهي والتدفئة.
على الرغم من أن حالات التعرض للإشعاع العام المتوقعة من الاستخدام التجاري للغاز المحفز قد تقلصت إلى أقل من 1٪ فقد أصبح من الواضح في أوائل سبعينيات القرن العشرين أن القبول العام داخل الولايات المتحدة لأي منتج يحتوي على نشاط إشعاعي مهما كان الحد الأدنى صعبا إن لم يكن من المستحيل.
بدأت وزارة الطاقة عملية تنظيف الموقع في سبعينيات القرن الماضي والتي اكتملت في عام 1998 ولا تزال المنطقة المعزولة التي وضعتها ولاية كولورادو موجودة حول الموقع. أشار تقرير أصدرته وزارة الطاقة في يناير 2005 إلى أن مستويات النشاط الإشعاعي كانت طبيعية على السطح وفي المياه الجوفية.
يعتبر مشروع روليسون ثاني اختبار لإستكشاف الغاز الطبيعي في برنامج بلوشير. والاثنان الاخران هما:
- مشروع غاز بوجي.
- مشروع ريو بلانكو.